# 안태훈 (배우)
안태훈(1987년 6월 13일 ~ )은 대한민국의 배우이다.

## 출연작

### 드라마
- 《옥중화》 (2016년, MBC)
- 《최악의 악》(2023,디즈니+)

### 영화
- 《엘비스는 이제 여기 살지 않는다》 (2020년) - 태경 역
- 《우리 안의 그들》 (2020년) - 치웅 역

## 수상
- 2015년 한국드라마제작사협회 Play D Action 드라마 연기자 선발대회 대상